# Un'ora per voi
(Corrado nell'introduzione della prima puntata de Un'ora per voi)
Un'ora per voi è stato un programma televisivo svizzero, trasmesso dal 1964 al 1979 a cadenza settimanale dalla SRG SSR idée suisse, dedicato agli emigrati italiani in territorio elvetico. Gli autori sono Sergio Paolini e Stelio Silvestri.

## Il programma
Il 23 maggio 1964 alle 18:00 iniziò ufficialmente la trasmissione del programma condotto da Corrado, affiancato inizialmente da due vallette, e successivamente dalla co-conduttrice Mascia Cantoni fino al 1979.
Un'ora per voi fu frutto di un accordo tra la RAI e l'allora TSI, con lo scopo di aiutare l'integrazione dell'immigrazione italiana del tempo, che non godeva, come gode oggi, del broadcasting digitale delle reti italiane (Rai 1, Rai 2, Rai 3, Canale 5).
La regia fu curata da Sergio Genni, storico regista dei programmi della TSI.
Il programma fu la prima coproduzione regolare tra due emittenti televisive europee, nonché il primo programma trasmesso a reti unificate dalla televisione svizzera.